# Teatr Kwadrat

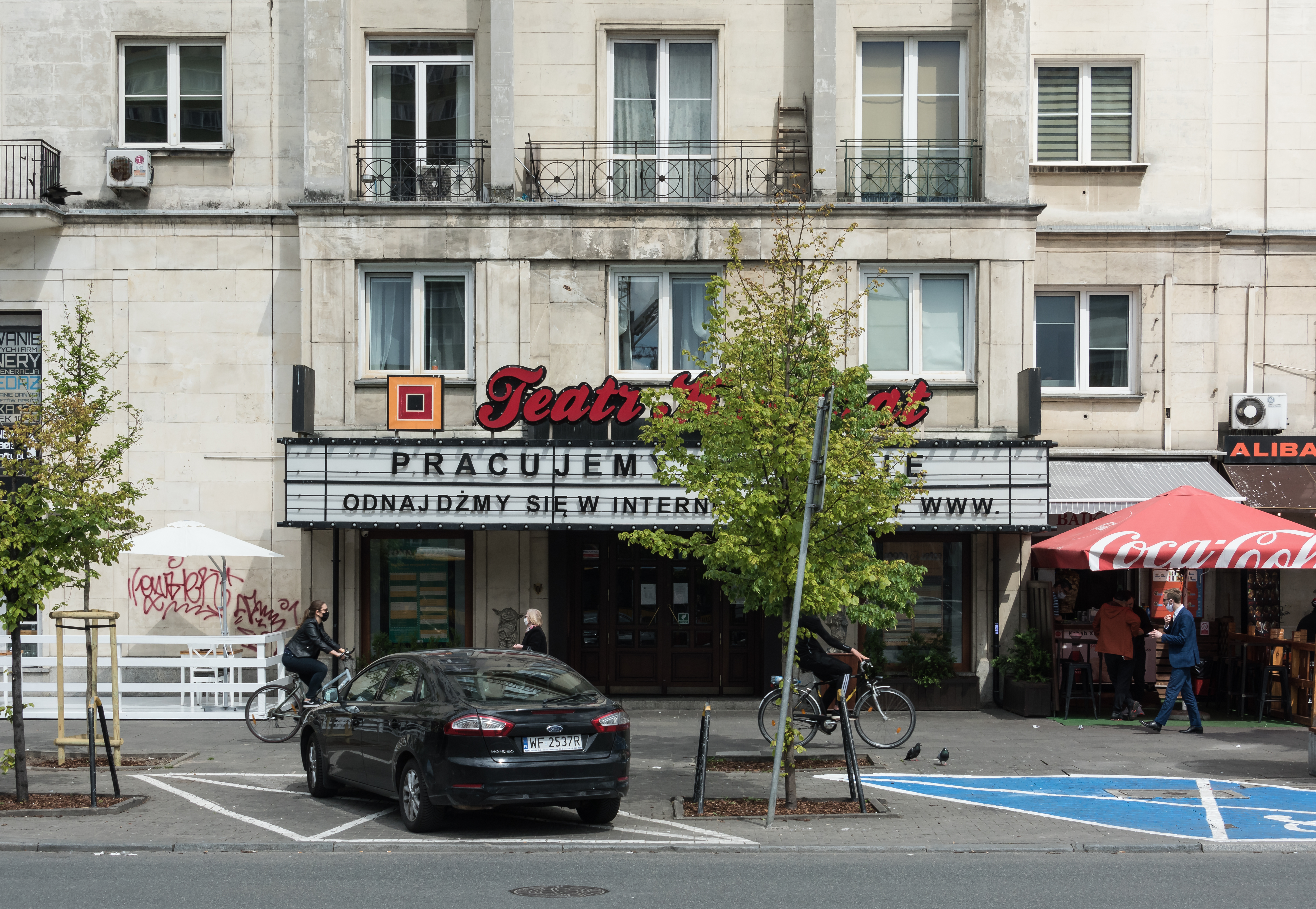
Teatr od strony ul. Marszałkowskiej

Teatr Kwadrat im. Edwarda Dziewońskiego – teatr w Warszawie znajdujący się przy ul. Marszałkowskiej 138.

## Historia
Teatr Kwadrat powstał w 1974 z inicjatywy Komitetu ds. Radia i Telewizji. Pierwszym dyrektorem teatru został Edward Dziewoński. Podczas stanu wojennego w 1982 teatr przestał działać. Stał się jednak drugą sceną Teatru Na Woli. W 1985, kiedy Teatr Na Woli został zlikwidowany, oddając scenę Teatrowi Narodowemu, decyzją ówczesnego prezydenta Warszawy Mieczysława Dębickiego Teatr Kwadrat reaktywowano. Dyrektorem został Edmund Karwański, który sprawował tę funkcję do 30 czerwca 2010. 15 lipca 2010 dyrektorem Teatru Kwadrat został Andrzej Nejman, który w czerwcu 2023 poinformował o odejściu z teatru. W konkursie na nowego dyrektora teatru (kadencja na 5 sezonów; od września 2023) zwyciężyła Ewa Wencel.
W teatrze występowały uznane postaci polskiej sceny, m.in. Ewa Wiśniewska, Stanisława Celińska, Irena Kwiatkowska, Barbara Rylska, Małgorzata Foremniak, Janusz Gajos, Krzysztof Kowalewski, Jerzy Bończak, Jerzy Turek, Jan Kociniak, Wojciech Pokora czy Tomasz Stockinger. Repertuar teatru stanowią głównie sztuki komediowe oraz farsy współczesne, m.in. utwory autorów angielskich i amerykańskich, ale szczególnym staraniem twórcy otaczają autorów polskich, m.in. Stanisława Tyma, Sławomira Mrożka, Marka Rębacza i Marcina Szczygielskiego.
W 2022 Scenie Kameralnej teatru nadano imię Jana Kobuszewskiego.

## Zespół artystyczny
- Andrzej Andrzejewski
- Jan Butruk
- Ilona Chojnowska
- Grzegorz Daukszewicz
- Katarzyna Glinka
- Andrzej Grabarczyk
- Karol Kossakowski
- Artur Kujawa
- Paweł Wawrzecki
- Michał Lewandowski
- Aldona Jankowska
- Adrianna Malecka
- Patryk Pietrzak
- Marek Siudym
- Ewa Wencel
- Anna Karczmarczyk
- Aleksandra Radwan
- Jacek Łuczak